# Jeppe Andersen
Jeppe Andrup Andersen (født 6. december 1992) er en dansk fodboldspiller, der er spiller for Silkeborg IF. Jeppe Andersens foretrukne position er på den centrale midtbane.

## Karriere

### Vejle Boldklub
I april 2010 skrev Jeppe under på en 3-årig professionel kontrakt. Han var på dette tidspunkt 17 år og blev i takt med den nye kontrakt rykket op på førsteholdet.
Andersen fik sin debut for Vejle Boldklub mod FC Vestsjælland den 25. april 2011. Hans aftale med klubben løb frem til sommeren 2014.

### Esbjerg fB
Den 28. maj 2013 skiftede han til Esbjerg fB på en fire-årige kontrakt.
Efter nogle små indhop, startede Jeppe den 28. oktober 2013 inde for Esbjerg i 2-0 nederlaget imod AGF.

### Landshold
Jeppe Andersen har foreløbig spillet 13 ungdomslandskampe for Danmark.